# Folkling
Folkling – miejscowość i gmina we Francji, w regionie Grand Est, w departamencie Mozela.
Według danych na rok 1990 gminę zamieszkiwały 1 372 osoby, a gęstość zaludnienia wynosiła 116 osób/km² (wśród 2335 gmin Lotaryngii Folkling plasuje się na 291. miejscu pod względem liczby ludności, natomiast pod względem powierzchni na miejscu 485.).